# Пизанино

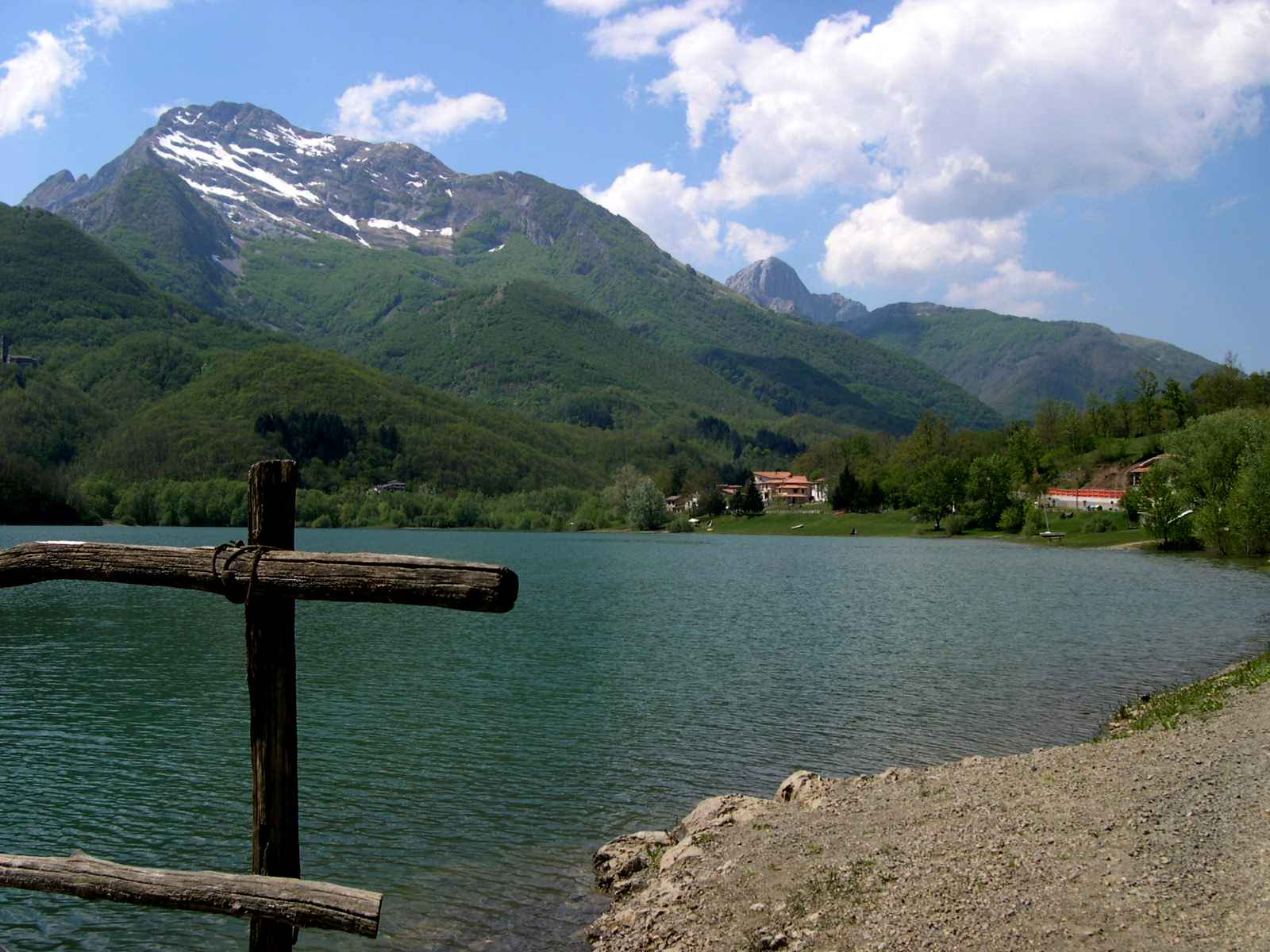
Вид на вершину с озера Грамолаццо.

Пизанино (итал. Monte Pisanino) — горная вершина в Италии, регионе Тоскана. Высочайшая точка Апуанских Альп (1946 м).
Вершина административно расположена на территории коммуны Минуччано (провинция Лукка).
Согласно легенде гора получила своё название от пизанских солдат, которые здесь укрывались.